# R.U.S.H.: Road Ultimate Speed Hunting
R.U.S.H.: Road Ultimate Speed Hunting es un videojuego de carreras desarrollado por Qplaze y publicado por Nomoc lanzado en 2009 para Android, BlackBerry y J2ME, y más tarde en 2014 para iOS.

## Jugabilidad
R.U.S.H. es un juego de carreras donde el jugador tiene que esquivar el tráfico y llegar a la meta a tiempo, y así ganar dinero. Si el jugador choca el coche de frente con otro coche el coche explota y si choca muy fuerte con el muro también, además se pueden hacer explotar los coches del tráfico si se chocan de forma agresiva.